# Bulbophyllum inhaiense
Bulbophyllum inhaiense är en orkidéart som beskrevs av Vitorino Paiva Castro och Kleber Garcia de Lacerda. Bulbophyllum inhaiense ingår i släktet Bulbophyllum och familjen orkidéer. Inga underarter finns listade i Catalogue of Life.